# Forte de São Jerónimo
O Forte de São Jerónimo localiza-se na margem direita do rio Damanganga, na costa do golfo de Cambaia, antiga freguesia de Damão Pequeno, na cidade de Damão, na Índia. No seu interior encontra-se a co-catedral do Santuário de Nossa Senhora dos Mares.

## Contexto
A iniciativa da construção de uma praça forte ou baluarte em Damão Pequeno pode estar relacionada com a invasão do exército mogol em 1611, em retaliação pelo aprisionamento em Surate de um navio oriundo de Meca. Apesar da praça de Damão ter resistido, o território em torno foi arrasado. A população de Damão Pequeno tinha crescido em importância e começava a concentrar grande parte do comércio e da população da foz do Damanganga. Assim, esse forte complementava a defesa da região em conjunto com a Fortaleza de Damão, situada na outra margem do Damanganda.

## História
Iniciado em 1615, no vice‑reinado de Jerónimo de Azevedo, a obra ficou a cargo de Júlio Simão, então engenheiro‑mor do Estado da Índia, embora possa ter ficado a cargo do reitor do colégio jesuíta de Damão, António Albertino, pois os jesuítas eram os administradores das obras de fortificação em Damão. A maior parte das obras estava concluída em 1627.

## Construção

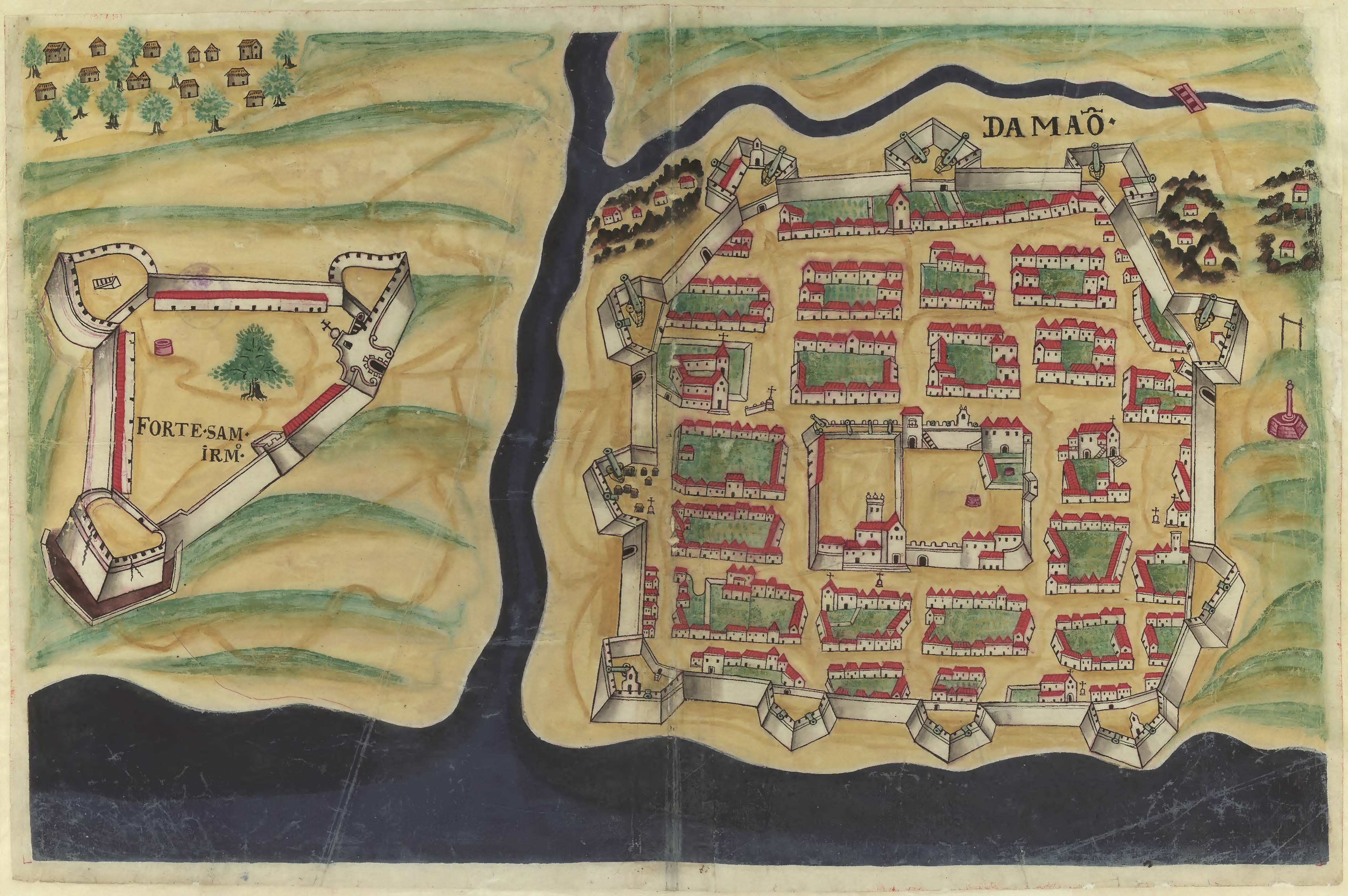
Mapa de 1635 indicando a Fortaleza de Damão (dir.) e o Forte de São Jerónimo (esq.)

O forte apresenta um desenho de acordo com a então mais atualizada tratadística. O forte apresentava planta triangular com muralhas de 132 metros de extensão nos dois lados menores e 143 metros no maior. Nos seus vértices erguiam-se um baluarte dominante e dois meio-baluartes.
A estrutura foi concebida como uma espécie de hornaveque autônomo da praça de Damão, com os três baluartes voltados para norte, nordeste e leste, assim, apontados para a terra e não para a cidade, com flancos nos quais a muralha é fraca e estreita. Os três baluartes, com um recorte triangular pronunciado, detinham elementos que lhes permitiam funcionar autonomamente como bastiões de resistência. Cada baluarte possuía um fosso. Dentro do forte erguiam‑se vários casebres de aquartelamento e munições.
A porta principal da fortificação, voltada a sul, além de conter extensa notícia sobre a fundação da estrutura, apresenta dois motivos decorativos flanqueando a abertura, constituídos por dois gigantes, cada um segurando uma mó e um pergaminho. Na mensagem inscrita nos pergaminhos lê‑se: “Quem por aqui quiser entrar, com esta mó há‑de pagar: que eu e meu companheiro a vigiamos sem dinheiro”. Esta mensagem talvez aluda à suposta ou desejada incorruptibilidade dos defensores do forte. Sobre o arco existe um nicho com a imagem de São Jerónimo, coroado pelas armas portuguesas e uma cruz.